# Химсворт, Гарольд Персиваль
Сэр Гарольд Персиваль Химсворт (англ. Sir Harold Percival (Harry) Himsworth; 19 мая 1905 — 1 ноября 1993) — британский ученый, известный своими медицинскими исследованиями по сахарному диабету.

## Биография
Химсворт родился 19 мая 1905 года в городе Хаддерсфилд, в Уэст-Йоркшире. В 1924 году поступил в университетский колледж Лондона и в 1928 году получил степень Бакалавра. Спустя два года он стал доктором медицины и был удостоен Золотой медалью университета. Химсворт проводил много времени в лаборатории Чарльза Харрингтона, который еще в молодые годы доктора Химсворта определил структуру тироксина. В 1936 году Химсворт стал заместителем директора, а в 1939 году — профессором медицины. Он с самого начала изучал сахарный диабет и первым разделил инсулинозависимый и инсулиннезависимый типы заболевания. В 1948 году Химсворт стал членом Британского совета по медицинским исследованиям. Через год он занял пост Секретаря Совета.